# 일본의 텔레비전 애니메이션 목록/ㅅ
일본의 텔레비전 애니메이션 목록 (ㅅ)에서는 ㅅ으로 시작되는 제목의 일본의 애니메이션을 서술한다.

## 사
- 사라만다 명상의 파오라
- 사랑해 Baby★★
- 사랑해 스즈키
- 사무라이 디퍼 쿄우
- 사무라이 자이언츠
- 사쿠라 트릭
- 사키
- 삼국지
- 사후편지

## 샤
- 샤먼 시스터즈

## 서
- 서양골동양과자점
- 서번트X서비스
- 선녀전설 세레스
- 선생님의 시간
- 성검의 블랙스미스
- 성계의 문장
- 성계의 전기
- 성전사 단바인 새로운 이야기
- 세계 제일의 첫사랑
- 세계명작극장
- 세인트 비스트
- 세인트 세이야 오메가
- 세키레이
- 세토의 신부
- 셀렉터 인펙티드 위크로스

## 셔
- 없음

## 소
- 소녀는 언니를 사랑하고 있다
- 소녀왕국 표류기
- 소녀요괴 자쿠로
- 소드 아트 온라인
- 소울 이터 Not!
- 속삭임

## 쇼
- 쇼콜라의 마법

## 수
- 수퍼 멍멍이 레츠고 태피
- 수퍼꼬마 퍼맨
- 수호천사 히마리
- 순정 로맨티카

## 슈
- 슈가슈가룬

## 스
- 스모모모모모모 ~지상최강의 신부~
- 스즈미야 하루히의 우울
- 스쿨데이즈
- 스킵비트
- 스타오션 EX
- 스텔라의 마법
- 스톱!! 히바리군!
- 스트라이크 위치스
- 스트레인저 무황인담
- 스티치! 새로운 모험
- 스파이럴 추리의 띠
- 슬레이어즈

## 시
- 시로이코이비토
- 시리얼 익스페러먼츠 레인
- 신 바이블 블랙
- 신기동전기 건담 W Endless Waltz
- 신세기 에반게리온 극장판 THE END OF EVANGELION 에어/진심을, 너에게
- 신의 인형
- 신조인간 캐산

## 새
- 새벽의 연화

## ㅆ
- 쓰르라미 울 적에 시리즈
- 쓰리몬